# Cinéma vietnamien
 (mai 2022).
Si vous disposez d'ouvrages ou d'articles de référence ou si vous connaissez des sites web de qualité traitant du thème abordé ici, merci de compléter l'article en donnant les références utiles à sa vérifiabilité et en les liant à la section « Notes et références ».
Le cinéma vietnamien désigne la production cinématographique du Viêt Nam, dont l'histoire remonte aux années 1920 et a été largement bousculée par les guerres menées dans le pays des années 1940 aux années 1970.
Parmi les films les plus célèbres en vietnamien, on peut citer Cyclo, L'Odeur de la papaye verte et À la verticale de l'été, du réalisateur Trần Anh Hùng. Dans ces dernières années, l'industrie du film vietnamienne a fait des efforts pour se moderniser et dépasser la catégorie des films de propagande gouvernementale. Les réalisateurs contemporains ont reconquis le public avec des films comme Gardien de buffles réalisé par Minh Nguyen-Vo, Duy-Shin N'Guyen Pham et Bar Girls.

## Premiers films
Dans les années 1920, un groupe d'intellectuels vietnamiens fonda la Huong Ky Film Company à Hanoï. Ils produisirent des documentaires sur les funérailles de l'empereur Khải Định et l'accession au trône de Bảo Đại. Ils réalisèrent aussi le film muet Một đồng kẽm tậu được ngựa (A Penny for a Horse).
Les premiers films parlant furent produits entre 1937 et 1940, avec Trọn với tình (True to Love), Khúc khải hoàn (The Song of Triumph) et Toét sợ ma (Toét's Scared of Ghosts) par le studio Asia Film Group de Hanoï, avec la participation de l'artiste Tám Danh. Le Vietnam Film Group, mené par Trần Tấn Giàu produisit Một buổi chiều trên sông Cửu Long (An Evening on the Mekong River) et Thầy Pháp râu đỏ (The Red-Bearded Sorcerer).
Deux autres films, Cánh đồng ma (The Ghost Field) et Trận phong ba (The Storm), furent réalisés en 1937 et 1938 à Hong Kong avec des acteurs et dialogues vietnamiens, mais ils furent des échecs commerciaux.
Le ministère de l'Information et de la Propagande constitua un département cinématographique vers 1945, et réalisa quelques documentaires sur les batailles de la guerre d'Indochine : Trận Mộc Hóa (La bataille de Mộc Hóa) en 1948, Trận Đông Khê (La bataille de Đông Khê) en 1950, Chiến thắng Tây Bắc (La victoire du nord ouest) en 1952, Việt Nam trên đường thắng lợi (Le Việt Nam sur la route de la victoire) en 1953 et Diên Biên Phu en 1954.

## Les années de guerre
Avec la fin de la Guerre d'Indochine et la création de la République démocratique du Viêt Nam et de la République du Viêt Nam, il y avait deux industries du film vietnamienne, avec celle de Hanoï concentrée sur les documentaires, et celle de Saïgon qui réalisait des films d'action grandement influencés par le cinéma hongkongais.
Le Vietnam Film Studio de Hanoï fut fondé en 1956 et l'école de cinéma de Hanoï ouvrit ses portes en 1959. Le premier film produit fut un film nationaliste réalisé par Nguyễn Hồng Nghị, Chung một Dòng sông (Ensemble sur la même rivière). Ils réalisèrent même un film d'animation, Đáng đời Thằng cáo (Une juste punition pour le renard) en 1960.
À cette époque, les films de Hanoï attirèrent l'attention des festivals de films en Europe de l'Est. Le documentaire Nước về Bắc Hưng Hải (L'eau retourne à Bắc Hưng Hải) remporte la « palme d'or » du Festival international du film de Moscou en 1959, et le film de Phạm Kỳ Nam, Chị Tư Hậu (Sœur Tư Hậu) obtient la « palme d'argent » à Moscou en 1963. Il avait pour vedette Trà Giang.
Mais la plupart de la production concernait la guerre du Viêt Nam. Entre 1965 et 1973, 463 films d'informations, 307 documentaires et 141 films scientifiques furent réalisés, à comparer aux 36 fictions et aux 27 dessins animés.
Les films de cette période comptent Du kích Củ Chi (Củ Chi Guerillas) en 1967 et Lũy thép Vĩnh Linh (Vĩnh Linh Steel Rampart) en 1970, qui intégraient des séquences de batailles réelles. D'autres films, comme Đường ra phía trước (La route vers le front) en 1969 et Những người săn thú trên núi Dak-sao (Chasseurs de la montagne Dak-sao) en 1971 étaient plutôt des « docu-drames ».
Les fictions de cette époque comptent Nguyễn Văn Trỗi (1966), Đường về quê mẹ (Road Back to Mother), Truyện vợ chồng Anh Lực (L'histoire de Anh Lực et sa femme, en 1971, et Em bé Hà Nội (Jeune fille de Hanoï) en 1974.
Saigon produisit de nombreux documentaires et films d'information, ainsi que quelques fictions. Le réalisateur Joseph L. Mankiewicz tourna une adaptation du roman de Graham Greene Un Américain bien tranquille dans et autour de la ville en 1957 (à l'hôtel Rex notamment). L'acteur américain Marshall Thompson y réalisa A Yank in Vietnam, ou Year of the Tiger en 1964.

## Réunification
Après la réunification de la république démocratique du Viêt Nam et de la république du Viêt Nam, les studios du sud du pays se mirent à faire des films de réalisme socialiste.
Les films des années qui suivirent la guerre étaient concentrés sur les efforts et les actes héroïques accomplis pendant la révolution, les souffrances infligées pendant la guerre, et les problèmes sociaux de l'après-guerre. Citons notamment Mùa gió chướng (Season of the Whirlwind) en 1978 et Cánh đồng hoang (The Wild Field) en 1979.

## Cinéma contemporain

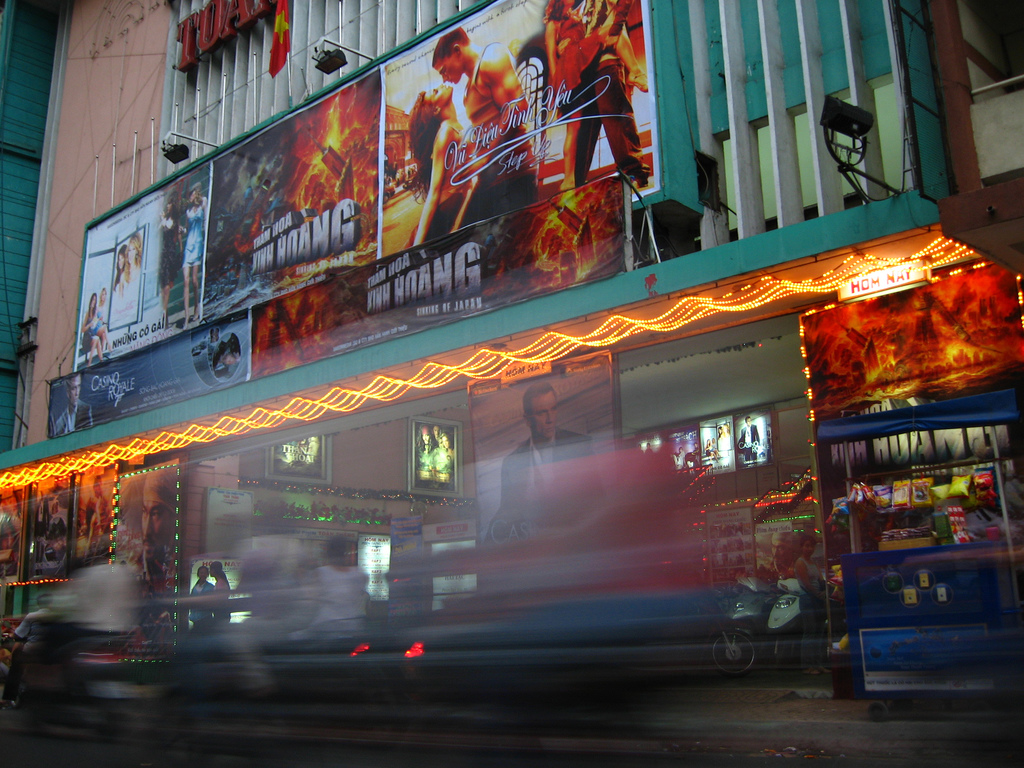
Une salle de cinéma à Hô Chi Minh-Ville.

Le virage de l'économie de marché en 1986 posa des problèmes à l'industrie cinématographique vietnamienne, qui dut faire face à la concurrence de la vidéo et la télévision. La production chuta drastiquement à partir de 1987.
Pourtant, un certain nombre de réalisateurs continuait à produire des films d'Art et d'Essai, comme Trần Văn Thủy qui réalisa Hà Nội trong mắt ai? (Hanoi Through Whose Eyes?, 1983 et Chuyện tử tế (Story of Good Behavior, 1987), Trần Anh Trà avec Ngoui công giáo huyện Thống Nhất (A Catholic in Thống Nhất District, 1985), Trần Vũ avec Anh và em (Siblings, 1986), Ðặng Nhật Minh avec Cô gái trên sông (Girl on the River, 1987), Nguyển Khắc Lợi avec Tướng về hưu (The Retired General) et Ðặng Nhật Minh avec Mùa ổi (Guava Season, 2001).
Le film de Trần Văn Thủy Tiếng vĩ cầm ở Mỹ Lai (The Sound of Violin in Mi Lai) remporta le prix du meilleur court métrage au 43e Asia-Pacific Film Festival en 1999. Đời cát (La Vie de sable) de Nguyễn Thanh y remporta le prix du meilleur film quelques années plus tard.
Le film de Bùi Thạc Chuyên Cuốc xe đêm (Night Cyclo Trip) remporta le 3e prix dans la catégorie courts-métrages au Festival de Cannes en 2000. La même année, une coproduction franco-vietnamienne, La Saison des goyaves de Nhat Minh Dang atteint une diffusion internationale.
Les productions européennes tournées au Viêt Nam sont toutefois plus connues, comme L'Amant et Indochine, ainsi que certains films de Trần Anh Hùng et Tony Bui.
L'Odeur de la papaye verte remporta la caméra d'or au Festival de Cannes en 1993. 30 ans plus tard, en 2023, L'Arbre aux papillons d'or est le deuxième film vietnamien à remporter ce prix.
Ba mùa (Trois Saisons, 1998) de Tony Bui remporta plusieurs prix au festival du film de Sundance en 1998 et devint la première nomination vietnamienne aux Oscars en 2000 (pour le meilleur film étranger).
Une autre coproduction européenne, Mùa len trâu (Gardien de buffles) de Nguyễn Võ Nghiêm Minh, a remporté plusieurs récompenses, dont une au festival international du film de Chicago en 2004.
Ces dernières années, les réalisateurs vietnamiens essaient de reconquérir le grand public avec des films plus facile d'accès. L'un des plus grands succès locaux de ces dernières années est ainsi Lưới trời (Heaven's Net) de Phi Tiến Sơn, un film sur la corruption dans le procès du gangster d'Hô Chi Minh-Ville, Nam Cam.
Encore plus gros succès, le film de 2002 de Le Hoang Gai nhay (Bar Girls), décrivait la vie nocturne d'Ho Chi Minh ville sur fond de menace du SIDA, et comportait la première scène topless approuvée par le gouvernement. Il inspira une suite, Lọ lem hè phố (Street Cinderella) en 2004. Dans la même lignée de films grand public, citons Nu tuong cuop (Gangsta Girls), et quelques comédies romantiques comme Hon Truong Ba Da Hang Thit (Truong Ba's Soul in Butcher's Body) en 2006, Khi dan ong co bau (When Men Get Pregnant) en 2004 et Chàng trai năm ấy en 2014.

## Les acteurs favorisant la démocratisation du cinéma vietnamien
Parmi les intervenants favorisant l'introduction du Cinéma vietnamien en Occident et particulièrement en France, on peut citer l'association lyonnaise Asiexpo qui existe depuis 1995 et qui organise notamment, le Festival Cinémas et Cultures d'Asie qui se déroule annuellement et qui propose un programme éclectique autour des Cinémas asiatiques. En outre, Asiexpo édition a édité un livre sur le cinéma vietnamien : Le cinéma vietnamien. Ce livre, écrit en français et en anglais, dispose d'un DVD d'interviews de plus de 2h en VOST anglais et français. Ce recueil d’articles croise des éclairages variés pour sortir de l’ombre ce cinéma vietnamien et en faire connaître la richesse.

### Listes et catégories
- Listes de films vietnamiens (en)
- (en) Films A-Z, Films (chronologie)
- (en) Réalisateurs, Acteurs